# Tabakmottenschildlaus
Die Tabakmottenschildlaus (auch Baumwollmottenschildlaus, Batatenmottenschildlaus oder wie andere Arten der Familie einfach „Weiße Fliege“ genannt) ist eine Art oder ein Komplex mehrerer kryptischer Arten aus der Familie der Mottenschildläuse. Die heute fast weltweit verschleppte Art ist ein bedeutsamer Schädling in der Landwirtschaft.

## Merkmale
Adulte, geschlechtsreife Mottenschildläuse oder Imagines sind morphologisch untereinander äußerst ähnlich und meist nicht bis zur Art bestimmbar. Die Bestimmung beruht überwiegend auf Merkmalen der Jungtiere, Nymphen genannt, insbesondere des letzten Stadiums. Hier existieren zusätzlich mehrere genetisch und biologisch, nicht aber morphologisch unterscheidbare Sippen, die einige Autoren teilweise als eigene Arten auffassen. Die Tabakmottenschildlaus weist stark aggregierte Populationen auf. Auch innerhalb einer Pflanze kommt es zu starken Aggregationen.

### Imagines
Adulte Bemisia tabaci erreichen eine Körperlänge von etwa 1 bis 1,3 Millimeter. Sie sind gelblich gefärbt, mit glasklaren (hyalinen) Flügeln, die durch einen Überzug aus Wachsausscheidungen im Leben weißlich wirken, und roten Komplexaugen. Die Komplexaugen sind bei der Art in zwei fast getrennte Abschnitte aufgeteilt, die nur durch ein einzelnes Ommatidium miteinander verbunden sind. Oberhalb der Komplexaugen sitzt jeweils ein Punktauge (Ocellus). Die Antennen sind siebengliedrig, mit zwei massiven Grundgliedern (Scapus und Pedicellus genannt) und einer dünnen, fünfgliedrigen Fühlergeißel. Wie typisch für Pflanzenläuse, besitzen sie stechend-saugende Mundwerkzeuge, mit denen Pflanzengewebe angestochen wird. Mandibeln und Maxillen sind zu Stechborsten umgebildet, die unabhängig voneinander vorgeschoben werden können. Beide Maxillen sind miteinander verfalzt und schließen einen Nahrungs- und einen Speichelkanal ein. Sie werden beiderseits von den Mandibeln eingefasst, deren Spitzenabschnitt gezähnt ist. In Ruhestellung sind die Stechborsten in das als Scheide wirkende Labium eingeschlossen. Die Stechborsten sind etwa 217 μm lang.
Am Rumpfabschnitt sitzen die beiden Flügelpaare. Die Vorderflügel sind weitaus größer als die Hinterflügel. In beiden ist die Flügeladerung aufgrund der Miniaturisierung stark reduziert, in den Hinterflügeln zu einer einzigen Ader, im Vorderflügel zu einer verstärkten Ader am Vorderrand (als verschmolzene Costa und Subcosta interpretiert) und einer weiteren Längsader (Radius). Die Beine sind stabförmig und entsprechen weitgehend dem Grundbauplan. Die Tarsen sind zweigliedrig, sie besitzen an der Spitze einen Prätarsus mit zwei Klauen und einem Haftpolster (Arolium) zum Festhalten an glatten Oberflächen. Beim Laufen berühren nur die Prätarsen das Substrat, die Tarsenglieder werden nicht aufgesetzt.
Der Hinterleib besteht aus neun deutlichen und einem sehr kurzen, weitgehend reduzierten zehnten Segment, das dorsal des neunten ansitzt. Die Weibchen besitzen einen Ovipositor mit dem typischen Bau („orthopteroid“) mit drei Gonapophysen. In Ruhestellung zeigt er am Hinterleibsende nach oben. Bei der Eiablage wird er abgespreizt und, unter Sägebewegung der Gonapophysen, ein Ei mit dessen Stielchen im Pflanzengewebe versenkt. Bei den Männchen sitzen ventral am neunten Segment die Paarungsorgane aus einem Penis (oder Aedeagus) mit zwei zangenartigen Parameren, mit denen das Weibchen bei der Kopula am Ovipositor festgehalten wird. Auf der Unterseite (Ventralseite) des Hinterleibs sitzen die Wachsplatten, Drüsenorgane, die Wachs produzieren, welches mit Hilfe der Schienen der Hinterbeine über den ganzen Körper verteilt wird. Wie alle Arten der Aleyrodinae haben bei der Art Weibchen zwei Paare und Männchen vier Paare von Wachsplatten.

### Ei
Tabakmottenschildlaus-Eier sind gestielt. Bei der Eiablage versenkt das Weibchen den Stielabschnitt mit ihrem Ovipositor im Pflanzengewebe (bei der Art in eine Zelle der Epidermis) und verankert es so, zudem wird es mit einem leimartigen Sekret festgeklebt. Die Spitze des Stiels trägt Poren, mittels derer Wasser von der Pflanze aufgenommen wird, ohne diese Wasseraufnahme vertrocknet das Ei. Jedes Ei besitzt einen Einschluss, Bakteriom genannt, in dem das Weibchen dem Ei symbiontische Bakterien mitgibt, die für die Ernährung essentiell sind. Im reifen Ei ist das Bakteriom als gelber Körper oberhalb der Stielbasis erkennbar. Beim Schlupf der Nymphen reißt das Chorion an einem präformierten Längsspalt auf.

### Nymphen
Bemisia tabaci durchläuft nach dem Schlupf aus dem Ei vier Nymphenstadien bis zum imaginalen Insekt. Das erste Nymphenstadium ist anfangs beweglich („crawler“), alle späteren sind völlig unbewegliche, ovale, scheibenförmige Organismen ohne sichtbare Körperanhänge. Das vierte Nymphenstadium geht zum Ende hin über in ein reines Ruhestadium, dass oft, wie bei den holometabolen Insekten, „Puppe“ (oder auch Puparium) genannt wird (obwohl es dieser nicht homolog ist). Die Artbestimmung der Mottenschildläuse beruht fast ausschließlich auf diesem Puppenstadium.
Die „crawler“ des ersten Stadium besitzen normal ausgebildete, viersegmentige Beine. Damit laufen sie über die Blattoberfläche, bis sie eine günstige Stelle gefunden hat. Hier verankert die Nymphe ihre Stechborsten in der Pflanze und bleibt von da an unbeweglich. Das „crawler“-Stadium dauert meist drei bis fünf Stunden, selten länger (bis zu wenigen Tagen). Nymphen besitzen einen eingeschränkten Sehsinn durch Augenflecken (ohne Linsen oder andere Strukturen), diese sind beim Puppenstadium als rote Flecken auffällig und dienen zu dessen Unterscheidung. Die festsitzenden Nymphenstadien erscheinen auf den ersten Blick wie eine ovale, völlig ungegliedert dem Blatt aufsitzende Platte mit einigen Borsten. Die Stechborsten auf der Unterseite sind von oben unsichtbar. Auf der Unterseite bleiben auch Beinrudimente erhalten, einfache fleischige Auswüchse mit einer Haltescheibe am Ende, diese sind bedeutsam, um das Insekt bei der Häutung festzuhalten. Während „crawler“ recht lange dreigliedrige Antennen besitzen, sind diejenigen der späteren Stadien äußerst kurz und eingliedrig.
Wichtig für die Artbestimmung ist die Gestalt des Hinterendes. Hier sitzt der Anus auf der Oberseite in einer grubenförmigen Einsenkung („vasiform orifice“), teilweise verschlossen mit einem Deckel (Operculum). Dahinter und teilweise überdeckt sitzt eine zungenförmige Struktur (Lingula), sie dient dazu, Honigtau fortzuschleudern, damit sich das Insekt damit nicht selbst verklebt. Bei der Gattung Bemisia ist das „vasiform orifice“ dreieckig (nicht rundlich), mit einem Operculum, dass die Lingula nur zur Hälfte verdeckt, diese ist blassbräunlich gefärbt und trägt an der Spitze zwei Borsten. Das letzte (siebte) Segment des Pupariums ist in der Mitte verkürzt, die queren Häutungsnähte sind gerade, erreichen aber nicht den Rand. Von der zweiten europäischen Art Bemisia afer ist das Puparium von Bemisia tabaci unterscheidbar durch die Länge der caudalen Borsten und die Lage des „vasiform orifice“ nahe dem Hinterrand, um weniger als seine eigene Länge davon getrennt. Bemisia afer lebt in Süd- und Westeuropa und kommt nicht in Deutschland vor.

## Taxonomie
Etwa von Mitte der 1980er Jahre an stellte sich nach und nach heraus, dass es innerhalb der bis dahin als einheitliche Art angesprochenen Tabakmottenschildlaus unterscheidbare Gruppen gibt, teilweise als Biotypen (Ökotypen) oder als „Stämme“ (strains) bezeichnet, die zum Teil unterschiedliche Wirtspräferenz zeigen und unterschiedlich weit verbreitet sind. Anlass war vor allem, dass die Art in den USA, wo sie lange als minder wichtiger Schädling bekannt war, auf einmal ernste Schäden verursachte, und sich herausstellte, dass die Verursacher nicht identisch mit den älteren Populationen waren, sondern offenbar auf neu eingeschleppte Tiere zurückgingen. Über den Wert sehr geringfügiger morphologischer Unterschiede, die einige Bearbeiter zu erkennen glaubten, gab es sehr unterschiedliche Auffassungen. Die Gruppen sind genetisch gegeneinander abgrenzbar. Eine der Formen, „Biotyp B“, wurde von einigen Autoren als eigenständige Art Bemisia argentifolii Bellows & Perring, 1994 beschrieben, nachdem sich bei Untersuchungen in den USA ein abweichendes Wirtsspektrum ergeben hatte. Einige Autoren gingen aber von bis zu 24, andere sogar von 34 bis zu mehr als 39 bisher nicht unterschiedenen kryptischen Arten aus. Die ursprünglich von Gennadius aus Griechenland beschriebenen Tiere gehören zu einer genetischen Linie, die als Biotyp B oder Q, Mediterranean (MED) oder Middle East-Asia Minor 1 (MEAM1) bezeichnet worden sind, dies ist gleichzeitig auch die Linie mit der größten ökonomischen Bedeutung. Damit ist die einzige bisher benannte und formal neubeschriebene Art aus dem Artkomplex synonym zur typischen Art, Bemisia argentifolii wird dem gemäß heute meist als Synonym von Bemisia tabaci aufgefasst. Einige, aber nicht alle der Stämme erwiesen sich in Kreuzungsexperimenten als reproduktiv gegeneinander isoliert, was ein Argument für die Anerkennung separater Arten wäre. Ob, und ggf. welche dieser Formen als Arten anerkannt werden sollten, ist aber bis heute unklar und umstritten.

## Ökonomische Bedeutung
Die Tabakmottenschildlaus gehört zu den ökonomisch bedeutsamsten landwirtschaftlichen Schädlingen weltweit. Neben den direkten Saugschäden und der Verschmutzung durch Honigtau und darauf wachsende Rußpilze, die die Produkte unansehnlich machen, ist die Mottenschildlaus Vektor für Pflanzenviren. Zehn Prozent aller pathogenen Pflanzenviren an Kulturpflanzen werden nachweisbar durch sie übertragen, wobei insbesondere Maniok und Süßkartoffel, mit besonderer Bedeutung für arme Kleinbauern in tropischen Klimaten, stark betroffen sind. Drei Viruserkrankungen, lettuce infections yellows virus, tomato yellow leaf curl geminivirus und squash leaf curl geminivirus sind in Gewächshäusern weltweit bedeutsam.
In Mitteleuropa tritt die Tabakmottenschildlaus nicht regelmäßig im Freiland auf, ist aber einer der bedeutsamsten Schädlinge in Gewächshaus-Kulturen. Die Art ist hier erst seit den 1980er Jahren problematisch. Sie kann, insbesondere unter hohen Temperaturen, viel höhere Schäden auslösen als die hier schon länger bekannte  Gewächshausmottenschildlaus (Trialeurodes vaporariorum). Die Art tritt im Gewächshaus an Tomaten, Paprika, Gurken und einer Vielzahl von Zierpflanzen auf, bedeutsam etwa am Weihnachtsstern, Hibiskus-Arten, Begonien, Pelargonien („Geranien“) und vielen anderen. Ökonomisch besonders bedeutsam sind die Schäden an Zierpflanzen wie dem Weihnachtsstern, da hier schon relativ geringer Befall die Pflanzen verunstaltet und damit ökonomisch entwertet.
Die Bekämpfung der Mottenschildlaus mittels Insektiziden ist schwierig, da die immobilen Nymphenstadien gut geschützt und von den Mitteln kaum erreichbar sind, zudem haben sie gegen viele Präparate Resistenzen entwickelt. Es wurden bereits gegen Dimethoat und viele andere Organophosphate, Monocrotophos, Endosulfan, das Pyrethroid Deltamethrin, und damit gegen Insektizide einer Vielzahl von Wirkstoffklassen, resistente Populationen entdeckt.
Zur Bekämpfung von Weißen Fliegen werden im Handel Kärtchen mit Puppen der Erzwespenart Encarsia formosa (Hymenoptera, Aphelinidae) angeboten, die auch per Post verschickt werden und im Gewächshaus eingesetzt werden. Encarsia formosa ist ein auf Nymphen von Mottenschildläusen spezialisierter Parasitoid, der sich zudem auch als Imago räuberisch von diesen ernährt. Die Art vermehrt sich parthenogenetisch. Der Einsatz zur biologischen Schädlingsbekämpfung in Gewächshäusern mit der Art begann in England bereits in den 1930er Jahren. Allerdings ist der Erfolg bei der Tabakmottenschildlaus weniger gut als bei der Gewächshausmottenschildlaus.